# Пучков, Александр Сергеевич
Алекса́ндр Серге́евич Пучко́в (10 (23) августа 1887, Москва — 9 июля 1952, Москва) — советский врач, доктор медицинских наук, фактический основатель московской станции скорой медицинской помощи.

## Биография

### Довоенные годы
Александр Сергеевич Пучков родился 10 (23) августа 1887 года в Москве в семье врача и общественного деятеля Сергея Васильевича Пучкова. В 1906 году окончил 4-ю Московскую гимназию, после чего поступил на медицинский факультет Московского университета. В 1911 году окончил Московский университет со званием «лекарь с отличием». Работал в городских больницах в качестве врача-экстерна. В 1912 году сдаёт экзамен на звание «доктор медицины».

### Первая мировая война и Октябрьская революция
В 1914 году после начала Первой мировой войны Александра Пучкова призывают в армию и откомандировывают в распоряжение Российского общества Красного Креста, где он проходит службу в качестве военного врача. По словам академика Н. Н. Бурденко, работавшего вместе с Пучковым в Красном Кресте, он уже тогда проявил себя как блестящий организатор.
После Октябрьской революции Пучкова избрали председателем армейского комитета Красного Креста. Там он прослужил до марта 1918 года, когда его эвакуировали в Москву по болезни. После выздоровления Пучков продолжил работу в Красном Кресте. В августе отправился добровольцем в Красную Армию. С 1918 по 1921 год служил начальником военно-санитарных поездов.

### Создание первой «Скорой помощи»
В 1921 году в Москве началась эпидемия сыпного тифа и Пучкову поручили организовать работу санитарных автомобильных отрядов для быстрой эвакуации сыпнотифозных больных. Сперва Пучков создал отдел перевозки больных при Мосгорздравотделе. Позднее им был организован Центральный городской пункт перевозки больных. В 1923 году он возглавил станцию «Скорой помощи» при Шереметьевской больнице. Пучковым были разработаны основные принципы организации скорой медицинской помощи, которые были внедрены не только в Москве, но и в ряде других городов страны.

### Дальнейшая судьба
С 1921 по 1926 году по просьбе заместителя наркома здравоохранения З. П. Соловьёва он совмещал работу в «Скорой помощи» с деятельностью в Российском Красном Кресте. В 1930 году под руководством Пучкова была открыта новая подстанция «Скорой помощи» при 1-й Градской больнице. С 1933 по 1940 год в Москве открылось ещё 6 подстанций. В годы Великой Отечественной войны Пучков руководил работой выездных бригад для оказания помощи пострадавшим от бомбардировок.
Пучков принимал участие в разработке нового типа автомобиля «Скорой помощи». Он часто посещал конструкторское бюро и консультировал инженеров.
За свою многолетнюю плодотворную работу А. С. Пучков награждён двумя орденами Ленина, орденом Трудового Красного Знамени. Среди наград также медали «За оборону Москвы», «За доблестный труд в Великой Отечественной войне». 6 ноября 1944 года ему присвоено почетное звание «Заслуженный врач РСФСР».
17 мая 1946 года в Центральном институте усовершенствования врачей А. С. Пучков защитил диссертацию на тему «Организация Московской станции скорой помощи». 15 марта 1947 года ему присвоена ученая степень доктора медицинских наук. В 1947 году Медгизом была выпущена монография А. С. Пучкова «Организация скорой медицинской помощи в Москве», (в 1959 году вышло 2-е издание книги).
С 1947 года избирался депутатом Моссовета.
Александр Сергеевич Пучков умер 9 июля 1952 года.
Похоронен на Пятницком (Крестовском) кладбище (4-й участок).

## Память
- Постановлением Правительства Москвы от 16 мая 1995 года № 421 Станции скорой и неотложной медицинской помощи города Москвы присвоено имя А. С. Пучкова.
- 17 ноября 2012 года в Москве у здания ССиНМП им. А. С. Пучкова был торжественно открыт бюст А. С. Пучкова[3][4].